# Сітова
Сітова (пол. Sitowa) — село в Польщі, у гміні Опочно Опочинського повіту Лодзинського воєводства.
Населення — 464 особи (2011).
У 1975-1998 роках село належало до Пйотрковського воєводства.

## Демографія
Демографічна структура станом на 31 березня 2011 року:
|          | Загалом | Допрацездатний вік | Працездатний вік | Постпрацездатний вік |
| -------- | ------- | ------------------ | ---------------- | -------------------- |
| Чоловіки | 235     | 55                 | 156              | 24                   |
| Жінки    | 229     | 54                 | 128              | 47                   |
| Разом    | 464     | 109                | 284              | 71                   |